# Ernesto Báez
Iván Roberto Duque (Aguadas, Caldas; 9 de mayo de 1955-Medellín, Antioquia; 19 de noviembre de 2019) más conocido por su alias Ernesto Báez de la Serna fue un paramilitar colombiano, miembro de las Autodefensas Unidas de Colombia (AUC). A pesar de ser anticomunista su alias es tomado de Ernesto Guevara de la Serna, "El Che". Fue el ideólogo del Bloque Central Bolívar de las AUC.

## Biografía

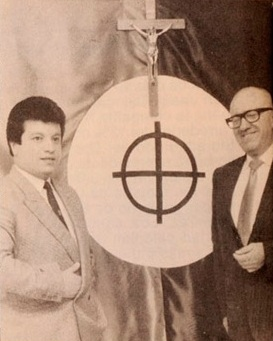
Ernesto Báez (izq) con Armando Valenzuela Ruiz (der) al fondo una cruz católica acompañada de una cruz celta.

En su juventud se inició en la política en el Partido Liberal Colombiano. Su primer cargo público fue la alcaldía de La Merced, norte de Caldas, y pasó por las Empresas Públicas de Manizales. Fue abogado de la Universidad de Caldas. Fue concejal de Puerto Boyacá, secretario de Gobierno de Boyacá y asesor del gobernador.

### Miembro de las autodefensas y paramilitarismo
En 1982 se fundó en Puerto Boyacá la Asociación Campesina de Ganaderos y Agricultores del Magdalena Medio (Acdegam), una autodefensa legal que fue base de la creación de grupos paramilitares en esa región y que terminó involucrada en múltiples crímenes. Iván Roberto Duque fue asesor de esta asociación y era conocido en la región como 'el Senador', por su relación fluida con políticos poderosos como Pablo Emilio Guarín Vera, representante a la Cámara por el Partido Liberal asesinado en 1987 y mentor de Duque.
En agosto de 1989, dos años después de la muerte de Guarín, los integrantes de Acdegam fundaron el Movimiento de Reconstrucción Nacional o también Restauración Nacional (MORENA), un pequeño partido que anunciaba sin pudor su odio a las organizaciones sociales y los sindicalistas y su defensa de los "valores cristianos" pregonados por organizaciones como Sociedad Colombiana de Defensa de la Tradición, Familia y Propiedad, que publicó un libro llamado "La legítima defensa en los campos colombianos", en donde un grupo de juristas hacia una defensa desde el derecho a los grupos paramilitares. Duque fue elegido concejal de Puerto Boyacá y desde allí construyó una tribuna anticomunista
Puerto Boyacá se convirtió en la "capital antisubversiva de Colombia" gracias, en parte, a las generosas donaciones de los narcotraficantes asentados en la región. Desde entonces, Duque tenía relación con los hermanos Carlos y Fidel Castaño y los grupos paramilitares que se crearon en diversas partes del país.
El surgimiento de Morena muestra el apoyo político, especialmente del Partido Liberal, a los grupos paramilitares de Puerto Boyacá. El hecho de que posteriormente los políticos Norberto Morales Ballesteros, Bernardo Guerra Serna persuadieran a los directivos de Acdegam para que no continuaran impulsando la gestión política de Morena, se debía únicamente a que no lo veían conveniente políticamente, por la reacción que había generado en algunos sectores. La alternativa fue crear el denominado Movimiento Liberal Democrático y Popular del Magdalena Medio.
Duque continuaría siendo el "jefe político de la región". Según el alcalde Maximino Rendón en 1994, "él fue quien me pidió, cuando retiraron a la alcaldesa anterior (María Isabel Torres de Téllez), que aceptara el puesto. Yo acepté porque se trataba de Don Iván". En enero de 1994, Iván Roberto Duque sería capturado por orden de la Fiscalía, cuando se desempeñaba como asesor jurídico de la Gobernación de Boyacá, en cabeza en ese entonces de José Alfonso Salamanca Llach, de quien también fue secretario de Gobierno.
Duque estuvo preso en el patio quinto de la cárcel La Modelo. Sindicado por creación de grupos paramilitares y se le vinculaba con varios homicidios, entre otros el del concejal de Puerto Boyacá Jairo Hernández, ocurrido en 1991.

### Militancia en las AUC
Una de las primeras acciones de Duque al recobrar la libertad fue reunirse con Carlos Castaño y empezar a trabajar con éste en el proyecto de las Autodefensas Unidas de Colombia (AUC). Entró a la clandestinidad y adoptó el alias de 'Ernesto Báez de la Serna'. El Magdalena Medio se encontraba en ese momento en manos de Camilo Morantes, jefe paramilitar a quien el mismo Castaño mandó a matar con el argumento de que estaba desbordado haciendo extorsiones y secuestros. Entonces decidieron crear el Bloque Central Bolívar (BCB), con 'Báez' a la cabeza.
Durante la luna de miel que tuvieron las AUC, Castaño y 'Báez' firmaban juntos todas las declaraciones y compartían la vocería política. En varias de las sesiones que el periodista Mauricio Aranguren tuvo con Carlos Castaño para escribir el libro "Mi confesión", 'Báez' estuvo presente y se hizo todo un capítulo a dos voces. Las pugnas internas en las autodefensas se hicieron cada vez más intensas y los otrora cómplices se enfrentaron públicamente.
'Báez' tenía diferencias con Castaño y con Carlos Mauricio García Fernández, alias 'Rodrigo Franco', también conocido como 'Doble Cero'. De Castaño, con quien compartía el mismo estatus en las AUC, le molestaba que se tomara la vocería del grupo. Mientras con 'Doble Cero', quien comandaba el Bloque Metro de las AUC mantenía rencillas personales. Los hombres de 'Franco' asesinaron en el año 2002 a dos miembros de alto rango del BCB por lo que Báez y sus hombres nunca perdonaron a 'Franco', quien a su vez era protegido por Castaño. Este episodio afianzó la cercanía de 'Báez' con el reconocido narcotraficante y paramilitar Diego Fernando Murillo Bejarano, alias 'Adolfo Paz' o 'Don Berna' y con Vicente Castaño Gil.
Luego vinieron el fratricidio de Carlos Castaño por Vicente en abril de 2004 y el asesinato de Rodrigo Franco en mayo, en lo que marca el triunfo final del Bloque Cacique Nutibara liderado por Don Berna sobre el Bloque Metro vinculado a Castaño y Doble Cero.

### Desmovilización
Tras el inicio de las conversaciones de paz con el gobierno colombiano, Iván Roberto Duque temporalmente gozó de inmunidad como miembro representante de las AUC. Posteriormente entró en un proceso judicial según la Ley de Justicia y Paz. Pago prisión durante 10 años en la Báez Cárcel de Máxima Seguridad de Itagüí (Antioquia). Responsable de homicidios, desplazamientos forzados, violaciones y esclavitud sexual, desapariciones forzadas, secuestros, amenazas, extorsión y abortos forzados. Liberado en octubre de 2016.

## Crímenes
Sindicado de ser el responsable de 2.200 hechos violentos entre los que cuentan masacres, homicidios, desplazamiento forzado, reclutamiento de menores y crímenes de género cometidos por hombres que tuvo a su cargo.
Extraoficialmente se dice que el Departamento del Tesoro de los Estados Unidos le habría abierto un proceso por terrorismo y narcotráfico.
En 1997, fue condenado a 13 años de cárcel por el Tribunal Nacional dentro de un proceso por la muerte de un concejal en Puerto Boyacá y por su vinculación con una masacre en Santander.
En 2019, se le imputo su participación junto a otros jefes paramilitares, en las masacres de La Libertad, Punta Coquitos, Honduras y la Negra, Caño de Trapo, Caño de Trapo 2, La Mejor Esquina, Masacre n.º 7, Del Topacio o Mineros del Nuz, Corcovada, Vuelta Cuña, Del Volador y Del Tomate, cometidas entre 1985 y 1988. Además tendría implicación en el asesinato de la periodista Silvia Duzán.

## Muerte
Murió en Medellín, el 19 de noviembre de 2019, por un infarto.